# Instituto Barcelona de Estudios Internacionales
El Instituto Barcelona de Estudios Internacionales (IBEI) (en catalán: Institut Barcelona d’Estudis Internacionals) es un instituto interuniversitario de investigación y un centro de enseñanza de posgrado situado en Barcelona. El IBEI fue creado en el año 2004 de manera conjunta por cuatro universidades públicas de Barcelona (Universidad Pompeu Fabra, Universidad de Barcelona, Universidad Autónoma de Barcelona, Universidad Politécnica de Cataluña), la Universidad Abierta de Cataluña y la Fundación CIDOB (Barcelona Centre for International Affairs), con el propósito de impulsar la formación avanzada e investigación en Relaciones Internacionales y materias afines.  
El IBEI está presidido por Jacint Jordana, catedrático de Ciencia Política y de la Administración en la Universidad Pompeu Fabra.[1] Su área de investigación principal se centra en el análisis de las políticas públicas comparadas, con una atención especial en las políticas de regulación y sus instituciones especializadas. Y por el presidente honorífico Narcís Serra, economista y político español que ocupó, entre otros cargos, los de Alcalde de Barcelona (1979-1982), Ministro de Defensa de España (1982-1991) y Vicepresidente del Gobierno de España (1991-1995).  
Actualmente, la Directora del Instituto es Laura Chaqués Bonafont, catedrática de Ciencias Políticas en la Universidad de Barcelona. 

## Centro
Actualmente IBEI ofrece diversos programas de postgrado en sus instalaciones, situadas en el Campus de Ciutadella de la UPF. Al máster en Relaciones Internacionales, impartido desde el curso 2004-05, se le añaden el máster en Seguridad Internacional (desde 2012-13), el máster Erasmus Mundus en Políticas Públicas – MUNDUS MAPP (desde 2012-13), y el máster en Desarrollo Internacional (desde 2016-17). Todos los másteres son impartidos en inglés, excepto por una versión bilingüe (español-Inglés) del máster en relaciones internacionales. Estos programas son impartidos por el IBEI como titulaciones conjuntas de la Universidad Pompeu Fabra, la Universidad de Barcelona y la Universidad Autónoma de Barcelona.
El IBEI es miembro afiliado de la "Association of Professional Schools of International Affairs (APSIA)". Los distintos másteres de IBEI están acreditados como másteres universitarios oficiales. Su alumnado se caracteriza por su gran diversidad de procedencias, cada año estudiantes de más de 35 países distintos son admitidos en los distintos programas ofrecidos. La elevada internacionalización de los programas de máster impartidos en el IBEI se ha visto reconocida con la obtención de la mención distintiva International Master’s Programme (IMP2013) que ha otorgado la DGU de la Generalitat de Catalunya al máster Universitario en Relaciones Internacionales. IBEI ha experimentado un aumento progresivo de la afluencia de estudiantes desde su fundación, teniendo actualmente más de 150 alumnos matriculados en sus distintos programas de másteres. 
El personal docente del IBEI, también muy diversificado internacionalmente, muestra un fuerte perfil investigador, con más de 20 doctores activos en distintos grupos de investigación. Junto a los investigadores propios del instituto, también se incluyen diversos profesores adscritos, provenientes de las universidades del área de Barcelona. El Instituto ha desarrollado una importante producción científica, que se centra en cuatro áreas principales: Regionalismo y Gobernanza mundial, Redes e instituciones en una economía globalizada, las interrelaciones entre Desarrollo y Seguridad, poder y multilateralismo en un mundo global. Actualmente, el IBEI es uno de los centros de referencia a nivel nacional y europeo en el ámbito de la Ciencia Política y de los Asuntos Internacionales.

## Localización
En sus primeros 10 años de existencia, el IBEI estaba situado en la calle de Elisabets, en el barrio del Raval, distrito de Ciutat Vella en Barcelona. El edificio del siglo XVI, situado al lado del CIDOB, forma parte del complejo de la Casa de la Misericordia, un antiguo colegio para niñas huérfanas. Desde septiembre de 2014, debido a la necesidad de ampliar el espacio en previsión de su crecimiento, el IBEI pasa a ubicarse en el Campus de la Ciutadella de la Universidad Pompeu Fabra, junto al Zoo de Barcelona, el Parque de la Ciudadella y el Puerto Olímpico. 
El IBEI se sitúa en el Edificio Mercè Rodoreda, de reciente construcción, que se encuentra en la calle Ramón Trias Fargas 25-27. El campus se encuentra próximo a una parada de metro, Ciutadella – Vila Olímpica, las estaciones de tren ligero Wellington y Ciutadella – Vila Olímpica, y las paradas de autobuses urbanos de Barcelona Marina – Doctor Trueta, Icària-Parc Carles I y Sardenya-Pg. Pujades. El Instituto comparte el edificio con diversos grupos de investigación de la Universidad Pompeu Fabra, tiene acceso a todas las instalaciones del campus y a las bibliotecas de la Universidad de Barcelona, Universidad Autónoma de Barcelona y Universidad Pompeu Fabra.

## Misión
El IBEI fue creado con la misión de impulsar el conocimiento científico mediante la investigación avanzada y la formación de posgrado, con el objetivo de promover la comprensión de los desafíos globales de nuestro mundo en materia de política y relaciones internacionales. El centro, creado a partir de la colaboración entre las universidades públicas del área de Barcelona, mediante una lógica interuniversitaria, es un referente europeo en la preparación de nuevas generaciones de profesionales implicados en la resolución de esos desafíos y en la reflexión científica en el marco de los estudios internacionales. Para ello ofrece programas formativos de excelencia académica, y produce investigación competitiva internacionalmente.

## Logo

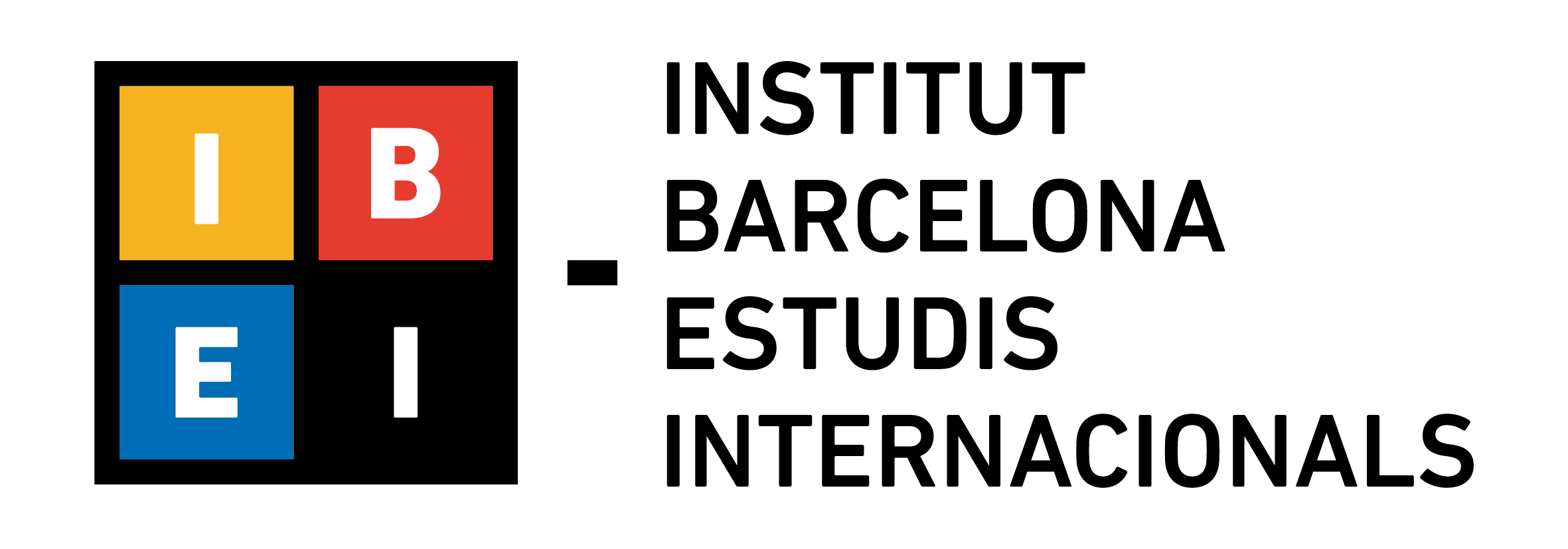
Logo del IBEI

El logo del Instituto Barcelona de Estudios Internacionales consta de un cuadrado negro dividido en cuatro partes iguales, conteniendo cada una de estas partes una de las letras de su acrónimo: IBEI. El fondo consta de un color en cada cuadrado: amarillo, rojo azul y negro.

## Personalidad jurídica
El Instituto Barcelona de Estudios Internacionales tiene la forma jurídica de fundación privada. Es una entidad sin ánimo de lucro y disfruta, desde el otorgamiento de su Carta Fundacional en escritura pública y su inscripción en el Registro de Fundaciones de la Generalitat de Cataluña, de plena personalidad jurídica y capacidad de obrar. El IBEI participa de la naturaleza de instituto interuniversitario de investigación, y se rige por los Estatutos de su Fundación y su Reglamento de Régimen Interno.

## Organización y Gobierno
El IBEI está presidido por Jacint Jordana, catedrático de Ciencia Política y de la Administración en la Universidad Pompeu Fabra. Su área de investigación principal se centra en el análisis de las políticas públicas comparadas, con una atención especial en las políticas de regulación y sus instituciones especializadas. Y por el presidente honorífico Narcís Serra, economista y político español que ocupó, entre otros cargos, los de Alcalde de Barcelona (1979-1982), Ministro de Defensa de España (1982-1991) y Vicepresidente del Gobierno de España (1991-1995). 
Actualmente la Directora del Instituto es Laura Chaqués Bonafont, catedrática de Ciencias Políticas en la Universidad de Barcelona.
El Patronato es el principal órgano de gobierno de la Fundación, mientras que el Consejo Científico se encarga de las competencias en el ámbito académico. El IBEI también cuenta con un Consejo Académico Internacional de gran prestigio presidido por Javier Solana, que se reúne bianualmente para discutir su orientación estratégica a medio y largo plazo.

## Calidad Docente
Las titulaciones impartidas en el IBEI dependen de un Sistema de Garantía Interno de Calidad cuyo responsable es el Consejo Científico del Instituto, que valora la satisfacción de los alumnos y el funcionamiento global de los programas mediante la Comisión de Calidad Docente, que es el organismo responsable de gestionar y realizar el seguimiento de los programas formativos de postgrado del Instituto. Su oferta docente consta en el Registro de Universidades, Centros y Títulos del Ministerio de Educación del Gobierno de España.

## Patrocinios, convenios y colaboraciones académicas
El IBEI cuenta con el patrocinio del Ayuntamiento de Barcelona, la Diputación de Barcelona, la Fundación “La Caixa”, la Generalidad de Cataluña y el Área Metropolitana de Barcelona entre otras organizaciones y empresas.
El Instituto también tiene firmados convenios con otras instituciones de su ámbito docente e investigador. El IBEI es socio MUNDUSS MAPP en el ámbito del Programa Erasmus Mundus de la Comisión Europea en el que forma parte del Consorcio MUNDUS MAPP de instituciones universitarias, junto con la Universidad de York, el Instituto de Estudios Sociales de La Haya, y la Universidad Central Europea de Budapest. Así mismo el IBEI tiene firmados numerosos convenios de colaboración con diversas instituciones académicas, en Europa,  Asia y las Américas, con fin de desarrollar actividades conjuntas, intercambios de estudiantes y profesores u otras iniciativas de colaboración académica.

## Programas de estudios
El programa académico del IBEI consta actualmente de cuatro cursos de posgrado: máster en Relaciones Internacionales, máster en Seguridad Internacional, máster Erasmus Mundus en Políticas Públicas (Mundus MAPP) y máster en Desarrollo Internacional. También se organizan Cursos de Verano sobre temas de interés dentro del ámbito de las relaciones internacionales y la política económica internacional. La lengua predominante en la enseñanza es el inglés, aunque el máster en Relaciones Internacionales tiene una opción bilingüe inglés-castellano. Los estudiantes son requeridos de un grado previo y un dominio avanzado de lengua inglesa para matricularse. 

### Máster en Relaciones Internacionales
El máster en Relaciones Internacionales es el que más afluencia de estudiantes tiene y el primero que se puso en marcha. Actualmente cuenta con una media de 90 estudiantes matriculados al año, procedentes de más de 30 nacionalidades distintas.
Actualmente existen las modalidades en lengua inglesa y bilingüe en castellano e inglés, así como a tiempo completo en un año o a tiempo parcial en dos años. El máster ofrece tres áreas de especialización: Economía Política del Desarrollo, Gobernanza Global y Paz y Seguridad. El programa de asignaturas interdisciplinar busca preparar a los estudiantes para entender las complejidades del mundo actual y desarrollar las habilidades necesarias para desarrollar una carrera profesional en el ámbito internacional a partir de un amplio rango de perspectivas académicas y geográficas. IBEI tiene acuerdos con diferentes organizaciones internacionales, ONG, administraciones públicas y empresas transnacionales para ofrecer oportunidades a sus estudiantes dentro de su programa de prácticas profesionales.

### Máster en Seguridad Internacional
El máster en Seguridad Internacional se ofrece desde el curso 2012-13 y cuenta con una media de unos 25 estudiantes al año procedentes de 15 nacionalidades diferentes.
El máster se imparte en inglés y a tiempo completo en un año. El programa académico dota a los estudiantes de los conocimientos de ciencia política, relaciones internacionales, economía y seguridad global necesarios para los estudiantes que buscan emprender una carrera profesional en el ámbito de la Defensa y la Seguridad Internacional. El máster, al igual que el de Relaciones Internacionales, cuenta con un programa específico de prácticas profesionales.

### Máster en Desarrollo Internacional
El máster en Desarrollo Internacional es un programa de un año de duración que se imparte desde el curso académico 2016-2017. Su programa interdisciplinar está enfocado a proveer a los estudiantes del conocimiento en materia de desarrollo desde una perspectiva internacional. El profesor Max Spoor, del Instituto de Estudios Sociales de la Universidad Erasmo de Róterdam en La Haya y profesor asociado en IBEI, estuvo a cargo del comité responsable de diseñar el programa.

### Máster Erasmus Mundus en Políticas Públicas (MUNDUS MAPP)
El programa Erasmus Mundus – Máster en Políticas Públicas (Mundus MAPP) es un programa internacional de dos años apoyado por la Comisión Europea. Este programa está organizado por el IBEI, la Universidad de York, el Instituto de Estudios Sociales de La Haya, y la Universidad Central Europea de Budapest. Los estudiantes de este máster pueden escoger entre las especializaciones siguientes: Economía Política del Desarrollo, Gobernanza y Desarrollo, Políticas Públicas Europeas y Política Pública Global. El máster cuenta con un sistema propio de prácticas financiadas por la Comisión Europea.

### Especialización universitaria en Relaciones Internacionales, Geopolítica y Gobernanza Global
El programa de título de Especialista universitario en Relaciones Internacionales, Geopolítica y Gobernanza Global (en inglés, International Relations, Geopolitics and Global Governance) es un programa que ofrece el IBEI junto con la Universidad Abierta de Cataluña. El programa consta de 16 créditos ECTS y 400 horas lectivas y analiza las relaciones internacionales, la política y economía internacional, las relaciones diplomáticas, seguridad internacional, desarrollo, geopolítica, la gestión pública global y diferentes asuntos internacionales. El programa realza el perfil en relaciones internacionales de una amplia variedad de profesionales que actualmente trabajan en asuntos de dimensiones internacionales y prepara a los estudiantes de cara a instituciones internacionales como la ONU, la UE, ONG...

### Cursos de formación
IBEI organiza cada año diversos cursos de verano dentro de la esfera de las relaciones internacionales, la gobernanza global y la economía política internacional. En años anteriores los cursos fueron impartidos por personalidades académicas de prestigio internacional como, por ejemplo, Helen Milner o Andrew Moravcsik. Aparte de los programas de másteres, IBEI también organiza a lo largo del año académico otras actividades de formación, ya sea de manera puntual o de forma más periódica en el tiempo. Entre estas últimas destaca el máster en Diplomacia y Acción Exterior que el IBEI lleva a cabo junto con DIPLOCAT (Generalidad de Cataluña). Otra actividad son los cursos de la red Barcelona’gov, en los que el IBEI es uno de sus miembros junto con el Ayuntamiento de Barcelona, la Universitat Pompeu Fabra y el IGOP (Universitat Autònoma de Barcelona).

### Alumni
ALIBEI, la Asociación de Antiguos Alumnos del Instituto Barcelona de Estudios Internacionales, fue fundada en 2008 con el objetivo de incentivar y fortalecer las relaciones entre los antiguos alumnos del instituto. Cuenta con un programa de tutoría en el que antiguos alumnos voluntarios guían a los nuevos alumnos que lo soliciten durante el proceso de admisión y matriculación.

## Investigación
Las actividades de investigación del IBEI se organizan en torno a grupos de investigación transversales e interdisciplinarios que son indicativos de las fortalezas del Instituto en estudios internacionales. Cada grupo reúne miembros del profesorado del IBEI, profesores afiliados, académicos visitantes y estudiantes de doctorado que comparten conocimientos sobre un tema común, y les proporciona una plataforma para debatir su trabajo, intercambiar opiniones y emprender iniciativas conjuntas de investigación. Asimismo, el IBEI fomenta el intercambio y la colaboración con otros centros e investigadores para promover la producción y difusión de la investigación de calidad.
Actualmente hay cinco grupos de investigación en el IBEI. El grupo Globalization and public policy se centra en la influencia de la globalización en la capacidad de diferentes actores para defender y promover sus intereses económicos y políticos. El grupo Norms and rules in international relations estudia el papel de las reglas y normas en el mantenimiento del orden internacional, así como la medida en que los actores institucionales formales e informales se enfrentan a ellas. El grupo Institutions, inequality and development explora las dinámicas económicas y políticas que generan diversos patrones de desigualdad y provocan varios resultados de desarrollo en todo el mundo. El grupo Security, conflict and peace analiza los conductores, las consecuencias y la política de los conflictos y la violencia política, junto con las estrategias que se pueden adoptar para prevenir o afrontar los resultados. El grupo States, diversity and collective identities investiga el papel de las instituciones estatales, supranacionales y de la sociedad civil en la construcción y movilización de identidades colectivas.
Los profesores del IBEI participan en diversos proyectos de investigación con equipos internacionales financiados por la Comisión Europea, el Gobierno Español o el Gobierno de la Generalitat, entre otras fuentes de financiación. El IBEI también ejecuta una serie de working papers que divulgan el trabajo en progreso que se está realizando. Se puede encontrar información más detallada sobre las actividades de investigación del IBEI en el informe de investigación publicado cada durante dos años.

## Antiguos programas de investigación
Existían tres programas de investigaciones en el IBEI: Gobernanza Global, Redes e Instituciones en una Economía Globalizada, y Seguridad, Poder y Multilateralismo en un Mundo Global. Los proyectos de investigación son financiados en su mayor parte mediante proyectos de investigación obtenidos en convocatorias competitivas, provenientes especialmente de la Comisión Europea, el Gobierno de España, la Generalidad de Cataluña y otras instituciones públicas y privadas. Desde 2008, IBEI ha obtenido financiación para una treintena de proyectos.
El IBEI dedica una atención particular a todas aquellas cuestiones que tienen que ver con los desafíos existentes para construir un sistema internacional más equilibrado y con una estructura más multipolar. La producción científica del instituto está enfocada a conectar los intereses y preocupaciones de la sociedad actual con las fuertes dinámicas de globalización e internacionalización existentes en la actualidad. Así mismo, se estimula el intercambio y la colaboración con otros centros y profesionales de la investigación para fomentar la producción y difusión de una investigación de calidad.
IBEI ha llevado a cabo también proyectos de investigación con equipos internacionales, como los proyectos CONSENSUS, EUCROSS, BEUCITIZEN o TRANSCRISIS (financiados por la Comisión Europea), o los proyectos EU-PERFORM, EUMARR o GLOBALDEMOS (financiados por el Gobierno de España). Además IBEI cuenta con una serie de working papers que difunden documentos académicos que representen trabajos en proceso. Cada dos años, IBEI publica una memoria de investigación con sus actividades y resultados de investigación.

### Gobernanza Global
Gobernanza Global trata los patrones cambiantes en los que los problemas comunes se abordan en un mundo cada vez más interdependiente abarcando la variedad actual de actores e instituciones. Los actores públicos y privados, instituciones oficiales y no oficiales, organizaciones intergubernamentales y las formas transnacionales de regulación interactúan en una estructura a menudo sin coordinación, a veces competitiva, y por lo general muy compleja. El programa de investigación sobre gobernanza global busca entender la forma de gobierno global, su marco jurídico y normativo cambiante, así como los mecanismos de rendición de cuentas. El programa de investigación es coordinado por Nico Kirsch.
Los principales ámbitos temáticos de investigación son: Las instituciones internacionales y sus estructuras de gobierno, Actores y redes en la gobernanza global reguladora, Las formas de autoridad global, La legitimidad del derecho global, Interfaces constitucionales entre regímenes en la gobernanza global y La soberanía popular en el orden global.

### Redes e Instituciones en un Economía Globalizada
El objetivo de este programa de investigación es analizar el contexto político y social creado por la aceleración de los procesos de globalización a partir de la última década del siglo XX, incluyendo la intensificación de los procesos de integración comercial a nivel internacional y las dinámicas del nuevo regionalismo. Desde la perspectiva de la economía política, una preocupación central de este programa son los cambios en la composición y relación de fuerzas de los distintos actores que participan en la configuración de instituciones y políticas públicas, tanto nacionales como transnacionales. El programa de investigación es coordinado por Juan Díez Medrano.
Los principales ámbitos temáticos de investigación son: Las dinámicas y políticas de desarrollo, Los impactos de los procesos de integración regional, La transnacionalización de las actividades económicas, Los procesos de difusión de políticas e instituciones y Democracia, Estados y crecimiento. 

### Seguridad, Poder y Multilateralismo en un Mundo Global
El programa trata diferentes dimensiones de la “nueva” agenda de seguridad, que incorpora problemas de alcance global (riesgos energéticos y medioambientales, crimen transnacional, terrorismo global, proliferación de armas de destrucción masiva, movimientos masivos de población) junto con los problemas tradicionales (conflictos armados, pobreza persistente). Las investigaciones se desarrollan desde la lógica multilateral, centrando la investigación en la eficacia y legitimidad de las políticas de seguridad actuales. El programa de investigación es coordinado por Esther Barbé.
Los principales ámbitos temáticos de investigación son: Instituciones multilaterales de seguridad, Construcción de la agenda de seguridad global, Gestión y prevención de conflictos, Estado frágil, globalización y conflicto armado y La Unión Europea en el ámbito de la seguridad. 

## Personal
IBEI cuenta con una plantilla de aproximadamente una veintena de profesores e investigadores, que se complementa con un número significativo de profesores visitantes, investigadores postdoctorales y diversos colaboradores. IBEI dispone de un programa de investigadores visitantes para profesores procedentes de universidades y centros de investigación que estén interesados en una investigación internacional. Desde 2008, más de 70 profesores e investigadores visitantes han pasado por las instalaciones del IBEI en estancias que van desde las dos semanas hasta el año académico completo. También apoya a jóvenes doctores a realizar solicitudes a distintas convocatorias competitivas para desarrollar su investigación en el Instituto. 
El personal de IBEI lo completa el equipo de gestión, formado por 15 personas responsables del proceso de admisiones a los másteres oficiales, la gestión académica, la coordinación de proyectos de investigación y de la formación ejecutiva, las tareas de relaciones institucionales y comunicación corporativa, y la gestión económica y administrativa. 